# Cernay-lès-Reims
Cernay-lès-Reims  là một xã thuộc tỉnh Marne trong vùng Grand Est đông nam nước Pháp. Xã nằm ở khu vực có độ cao trung bình 140mét trên mực nước biển.